# 490
490 (CDXC) je bilo navadno leto, ki se je po julijanskem koledarju začelo na ponedeljek.

## Dogodki
- 1. januar

## Rojstva
- Kasiodor, rimski učenjak, zgodovinar, državnik, duhovnik, pisec († okoli 585)
- Agapit I., papež († 536)